# Fangataufa
Ne doit pas être confondu avec Fangatau.
Fangataufa est un atoll situé dans l'archipel des Tuamotu en Polynésie française, qui appartient en pleine propriété à l'État français depuis 1964. Il a servi — comme un autre site du Pacifique, l'atoll de Moruroa distant de 45 kilomètres — de terrain d'expérimentation pour les essais nucléaires français. Quatorze essais nucléaires ont eu lieu dont 4 avec bombe H, soit : 4 atmosphériques dont 2 avec bombe H et 10 souterrains avec aussi 2 bombes H.

## Géographie
Fangataufa est un atoll trapézoïdal de 9,5 km de longueur et 9,5 km de largeur maximales, pour une surface de terres émergées de 5 km2 et avec un lagon de 45 km2 accessible par une passe navigable située au nord. Il est situé à 37 km au sud de Moruroa, l'atoll le plus proche et auquel il est administrativement rattaché, à 197 km à l'est de Tematangi, à environ 240 km au sud-ouest des îles Gambier et à 1 190 km au sud-est de Tahiti.
D'un point de vue géologique, l'atoll est l'excroissance corallienne (de 345 mètres) du sommet du mont volcanique sous-marin homonyme – qui mesure 3 250 mètres depuis le plancher océanique –, formé il y a 33,3 à 34,7 millions d'années.
L'atoll est totalement inhabité de manière permanente.

## Histoire
La première mention de cet atoll par un Européen est faite le 27 janvier 1826 par Frederick William Beechey, un capitaine britannique, qui lui donne le nom de « Cockburn Island, », en l'honneur de George Cockburn.
Fangataufa, comme tous les atolls de Polynésie française, devient territoire français en 1841.
Occupé épisodiquement durant le XXe siècle, l'atoll est, avec celui de Moruroa, cédé en 1964 par l'Assemblée territoriale polynésienne à l'État français, alors à la recherche de sites destinés à prendre la succession de celui de Reggane (dans le Tanezrouft) et d'In Ecker (dans le Hoggar) au Sahara algérien.

### Zone d'expérimentations nucléaires
Le 1er octobre 1963, la 115e Compagnie de marche du génie de l'air (CMGA) est mise à la disposition du Commandement interarmées en vue de son emploi au Centre d'expérimentations du Pacifique (CEP), dans le cadre des essais nucléaires français, en Polynésie française. En 1968, la compagnie exécute les grands chantiers de terrassement sur l'atoll, avec l'extension de l'infrastructure aérienne et routière : 90 000 m2 de revêtement de la piste d'aviation et des servitudes. Quatre explosions nucléaires aériennes y sont effectuées entre 1966 et 1970 dont le 24 août 1968, le premier essai français de bombe H (Canopus), et 10 explosions souterraines de 1988 à 1996, dont 2 sous la couronne corallienne et 8 sous le lagon.

### Depuis 1998
L'île fait l'objet, depuis 1998, d'une surveillance radiologique avec une campagne annuelle de prélèvements d'échantillons dans l'environnement menée par des personnels de la Défense, du Commissariat à l'énergie atomique (CEA) et de Polynésiens.
Le 15 octobre 2006, l'Assemblée de Polynésie adopte un rapport sur les conséquences des essais nucléaires qui conclut que « les essais nucléaires ont eu un impact majeur sur la santé, l'environnement, la société et l'économie polynésienne ». Le Conseil économique, social et culturel à l'origine de ce rapport recommande que « l'État reconnaisse le fait nucléaire et assume en conséquence sa pleine responsabilité ». Les sous-sols de Mururoa et de Fangataufa recéleraient près de 500 kg de plutonium.
En 2012, le Sénat fait une proposition de loi visant à rétrocéder Moruroa et Fangataufa à la collectivité de Polynésie française ; le gouvernement Ayrault n'inscrit pas la loi à l'ordre du jour de l'Assemblée nationale.